# Dudleya North
Dudleya North (Londra, luglio 1675 – 25 aprile, 1712) è stata un'orientalista e linguista inglese.

## Biografia
Dudleya North nacque a Londra, figlia di Catharine Grey e di Charles North, IV Barone North. La sua famiglia era più erudita della gran parte degli aristocratici dell'epoca e tra i suoi zii si annoverava l'economista Sir Dudley North, il direttore del Trinity College John North e lo storico Roger North. Sin dall'infanzia si distinse per il grande amore per lo studio e le fu concesso di seguire le stesse lezioni dei fratelli.
Dopo aver appreso il latino e il greco antico, si dedicò allo studio dell'ebraico e poi a quello delle lingue orientali. Nel corso della sua vita accumulò una discreta collezioni di libri scritte in lingue extra-europee. Morì nella casa della cognata a Bond Street a causa della tubercolosi. La sua biblioteca è conservata alla Biblioteca Bodleiana dell'Università di Oxford.